# Malaxis slamatensis
Malaxis slamatensis är en orkidéart som först beskrevs av Johannes Jacobus Smith, och fick sitt nu gällande namn av Reinier Cornelis Bakhuizen van den Brink. Malaxis slamatensis ingår i släktet knottblomstersläktet, och familjen orkidéer. Inga underarter finns listade i Catalogue of Life.